# Сборная Югославии по футболу (до 21 года)
Молодёжная сборная Югославии по футболу представляла Социалистическую Федеративную Республику Югославию на международных соревнованиях по футболу для молодёжных команд. Участвовала 5 раз в чемпионатах Европы. На счету этой сборной есть золото (1978), серебро (1990) и бронза (1976, 1980 и 1984). Многие финалисты чемпионата Европы 1990 впоследствии закрепились в составах бывших югославских республик, а несколько игроков из Хорватии, выступавшие в финале, в 1998 году стали бронзовыми призёрами чемпионата мира.
После распада Югославии правопреемницей сборной СФРЮ считается молодёжная сборная Сербии по футболу (с учётом игр команды под именем «молодёжная сборная Сербии и Черногории»).